# 붕소

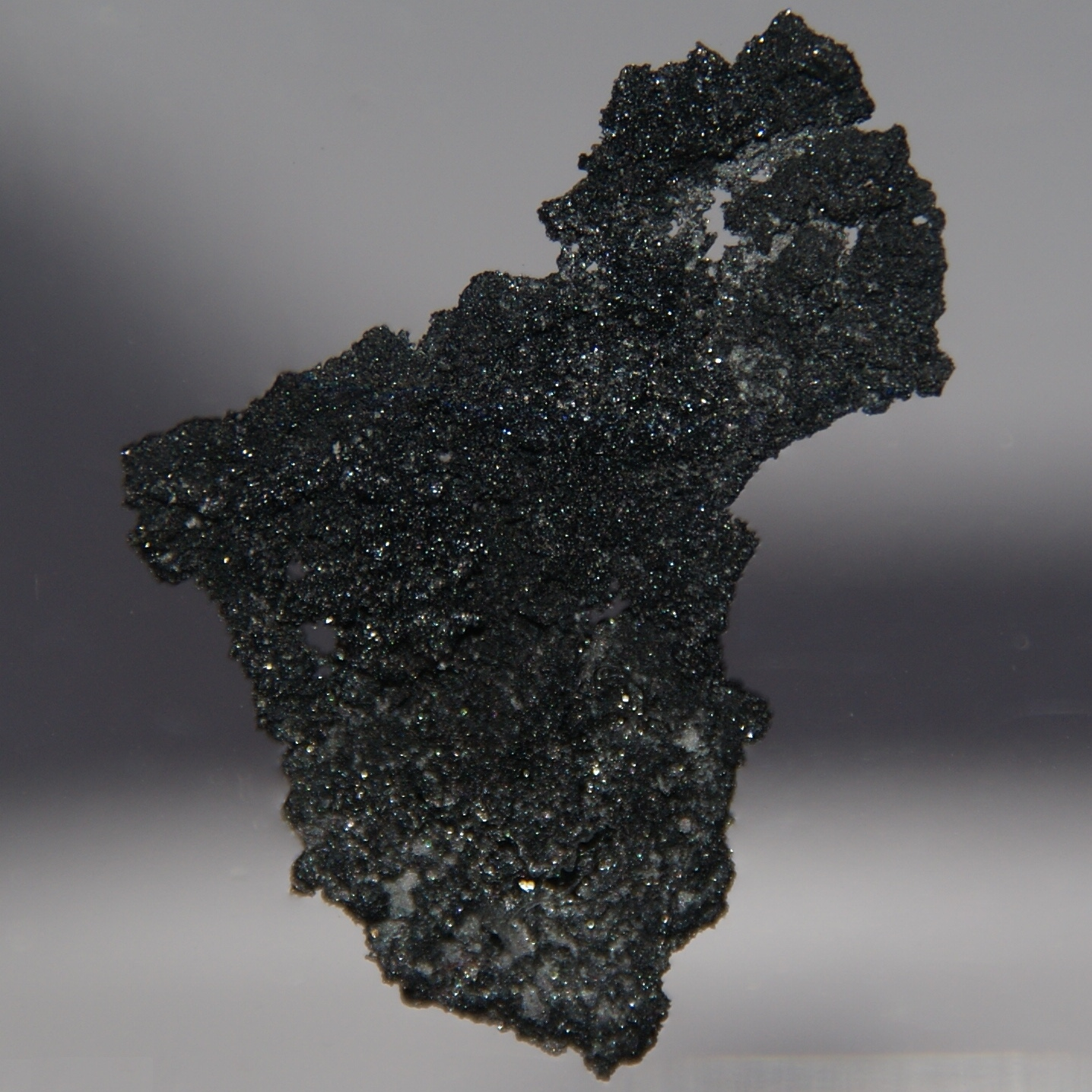

붕소(硼素, 영어: Boron 보론[*])는 준금속 화학 원소로 기호는 B(←라틴어: Borium 보리움[*])이고 원자 번호는 5이다.

## 역사
붕소는 홑원소 물질로는 자연에 존재하지 않고 붕사나 붕산석 등의 붕산염 광물로 산출된다. 순수한 홑원소 물질로의 분리는 프랑스의 앙리 무아상이 1892년 산화 붕소에서 분리시켰다. 원소명은 아라비아어의 붕사(buraq)에서 유래하였다. 1909년이 되어서야 순도가 높고 불순물이 섞이지 않은 붕소를 얻어낼 수 있었다.

## 특징
붕소는 홑원소 상태에서 탄소와 비슷한 흑회색이다. 다이아몬드 다음으로 단단하다고 알려져 있다. 하지만 산소나 탄소 등과 반응해, 산화 붕소 또는 탄화 붕소를 만들면 다이아몬드보다 물렁물렁해진다.
붕소는 비금속 원소로 간주할 수 있는 3A족 원소 중 유일한 원소이다.
붕소의 전자 배치는[He]2s22p1이다.

## 주요 화합물
H3BO3(붕산)
붕소와 수소로만 구성되어 있는 화합물 집단을 보레인(borane) 화합물이라고 한다.
가장 간단한 보레인은 BH3이다. 이 분자는 여섯 개의 원자가 전자만 갖는다. 따라서 팔전자 규칙의 예외이다.
결과적으로 BH3은 자기 스스로 반응하여 다이보레인(diborane, B2H6)을 생성한다.
이 반응은 Lewis 산-염기 반응으로 간주할 수 있다. 각 BH3에서 하나의 BH 결합 전자 쌍이 다른 분자에게 전자 주개 역할을 한다.
결과적으로 다이보레인은 수소 원자가 두 개 결합을 생성하는 특이한 분자이다.
다리놓인 수소(bridging hydrogen)라고 하는 이러한 수소는 흥미로운 화학 반응성을 보인다.
두 개의 붕소 원자 간에 수소 원자의 공유는 각 붕소 원자의 원자가 전자의 결핍을 다소 보완한다.
그럼에도 불구하고 다이보레인은 격렬하게 반응하는 큰 분자이고, 공기 중에서 자발적 가연성이다.
산화 붕소나 탄화 붕소는 다이아몬드보다 단단하다고 알려져 있다. 하지만 희귀하다는 이유로, 잘 쓰이지 않는다.

## 용도

### 유리
붕소의 색상은 흑회색이지만 유리(주로 이산화규소(SiO2)로 구성됨)에 섞으면 투명해지며, 붕소를 포함한 유리는 열팽창률이 작아 내열유리, 조리용 주전자, 화학실험 플라스크, 비커 등에 사용된다. 붕산을 포함한 붕산수는 고속 중성자를 매우 잘 흡수하기 때문에 고준위 방사성 폐기물을 담구어 보관하거나 원자로의 비상냉각시스템에 쓰인다.

### 약품
붕산(H3BO3)은 살균작용이 있어 바퀴벌레약이나 눈 세정제 등의 약품에 널리  사용된다.

### 원자력
10B 동위원소는 열중성자를 아주 잘 포획하는데, 중성자의 에너지에 따라 다르지만, 그 능력은 11B의 대략 100만 배 정도이다. 이 때문에 10B 동위원소 화합물들은 원자력 산업에서 핵반응 조절제, 응급 핵반응 중지제, 그리고 핵연료 재충전을 위한 가동 정지제로 사용된다.

### 초전도체
2001년 일본 아오야마가쿠인(靑山學院) 대학의 아키미츠 준(秋光純) 교수팀이 이붕화 마그네슘(MgB2)이 39K라는 비교적 고온에서 초전도 현상을 나타내는 것을 발견하였으며, 재미 한국인 과학자인 최형준 박사가 그 초전도성 메커니즘을 최초로 규명하였다.

## 같이 보기
- 질화 붕소